# Parachabora purpurascens
Parachabora purpurascens là một loài bướm đêm trong họ Noctuidae.